# Sinclair Oil
Sinclair Oil est une compagnie pétrolière américaine,[style à revoir]

## Histoire
Sinclair Oil est fondée par Harry Ford Sinclair le 1er mai 1916, en combinant les actifs de onze petites compagnies pétrolières. 
La compagnie compte parmi les instigatrices d'un coup d’État contre le gouvernement d'Alfredo González Flores[Quand ?] (Costa Rica), qui avait favorisé les intérêts d'une compagnie rivale.
À l'origine implantée à New York, la société s'est ensuite installée dans le Wyoming en 1976. Le logo de Sinclair Oil représente la silhouette d'un grand dinosaure vert (un brontosaure), basé sur l'idée alors courante selon laquelle les gisements de pétrole sous la terre provenaient des cadavres de dinosaures.
En août 2021, HollyFrontier annonce l'acquisition de la quasi-totalité de Sinclair Oil pour 2,6 milliards de dollars, créant un nouvel ensemble qui prend le nom de HF Sinclair Corp.

## Anecdote
- Le logo de la compagnie ressemble fortement à celui de la société fictive Dinoco, apparaissant dans plusieurs productions Pixar.